# 喬治亞美術館
喬治亞美術館是位於喬治亞首都提比里斯的一座美術館，也是喬治亞的國家美術館，鄰近自由廣場，收藏有約14萬件美術品。喬治亞美術館創建於1920年。